# 越河車站
越河車站（日语：／ Kosugō eki */?）是由東日本旅客鐵道（JR東日本）所經營的鐵路車站，位於日本宮城縣白石市。本站是東北本線沿線的無人車站，並由白石藏王車站負責管理，在管轄上則屬於仙台分社的業務範圍。

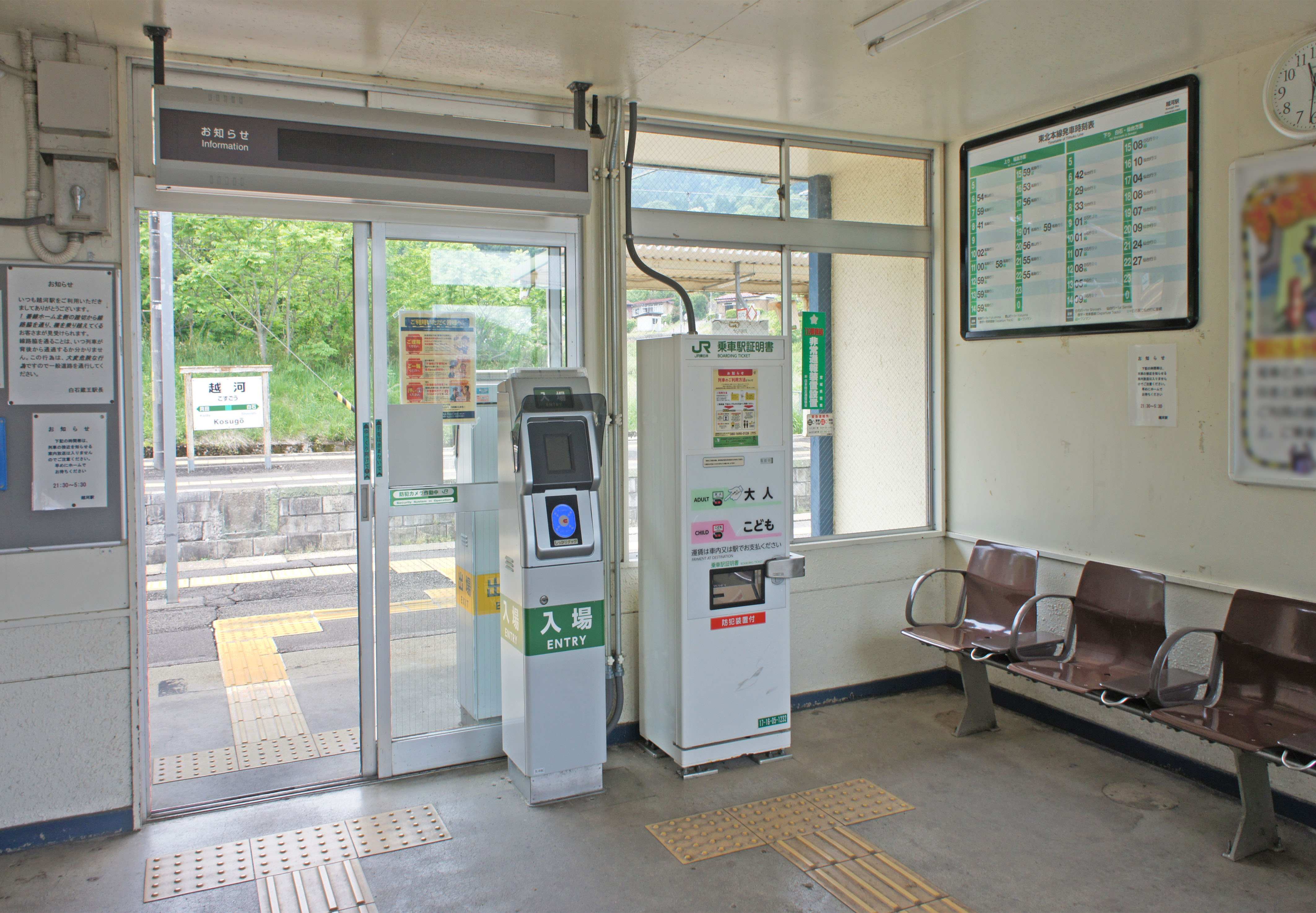
驗票口（2022年5月）

## 車站結構

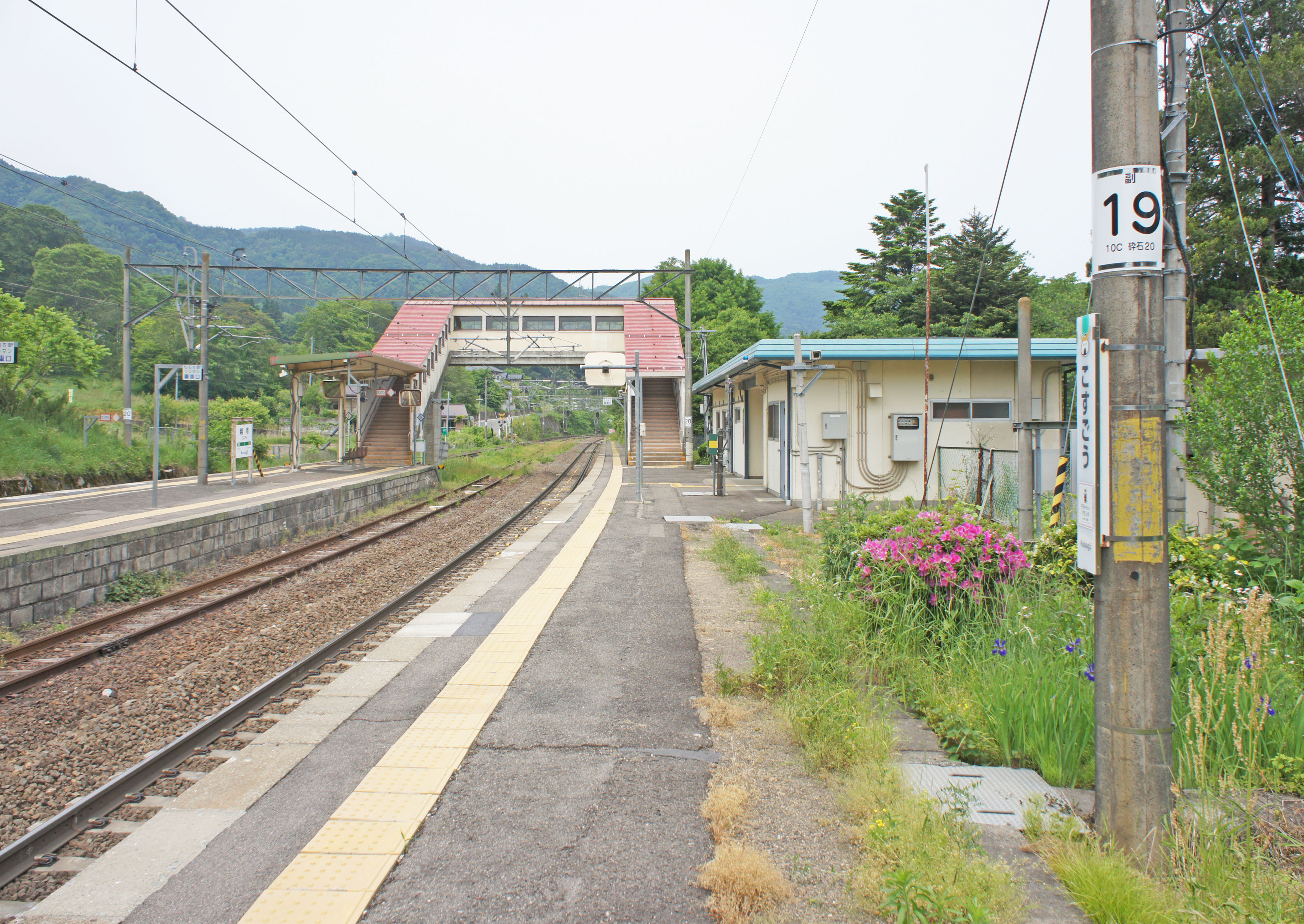
1號月台（2022年5月）

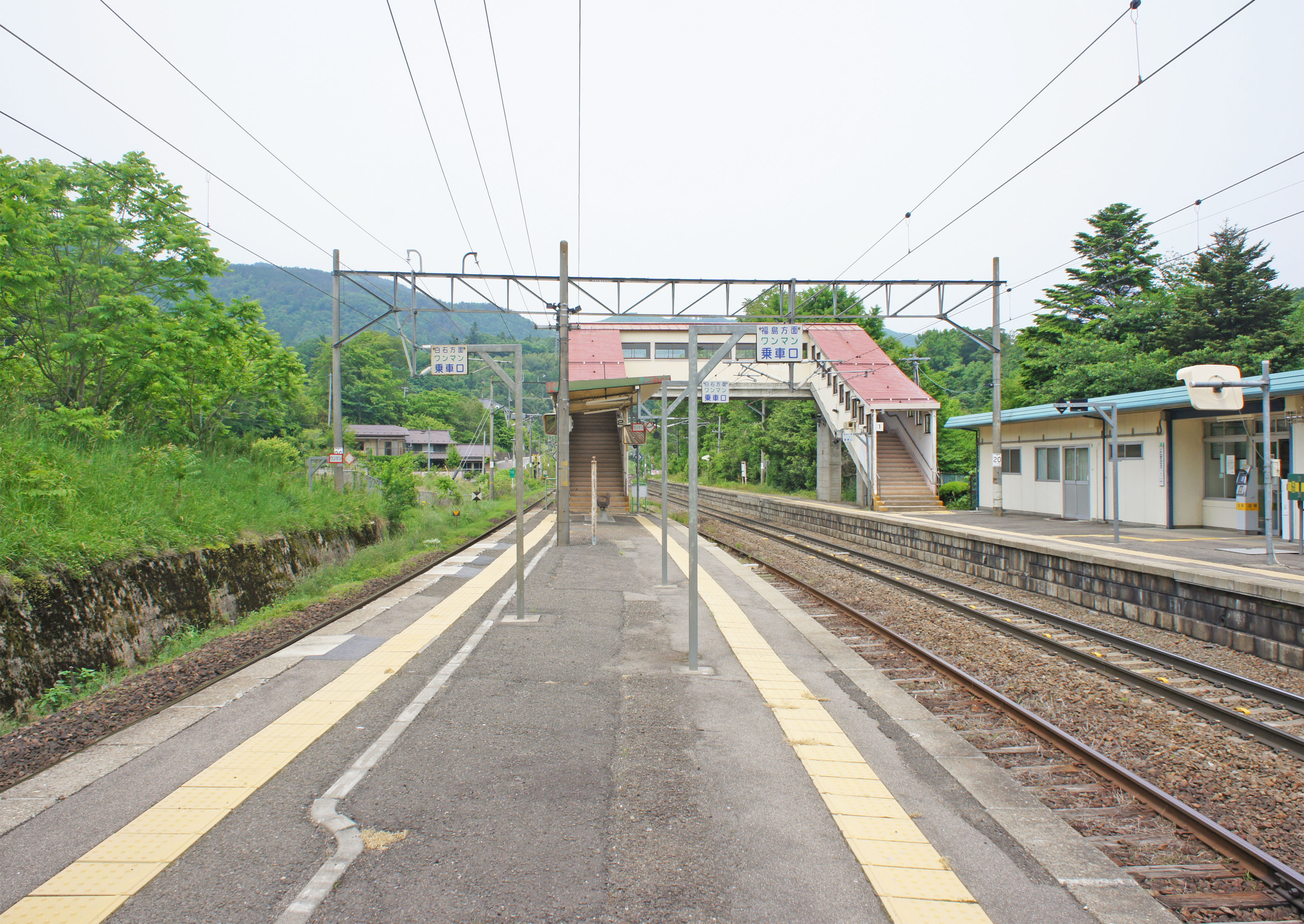
2號與3號月台（2022年5月）

本站為側式月台1面1線與島式月台1面2線，合計2面3線的地面車站。各月台間透過跨線天橋連接。

### 月台配置
| 月台 | 路線      | 方向 | 目的地         | 備註     |
| ---- | --------- | ---- | -------------- | -------- |
| 1    | ■東北本線 | 上行 | 福島、郡山方向 |          |
| 2    | ■東北本線 | 上行 | 福島、郡山方向 | 部分列車 |
| 2    | ■東北本線 | 下行 | 白石、仙台方向 | 部分列車 |
| 3    | ■東北本線 | 下行 | 白石、仙台方向 |          |

## 相鄰車站
東日本旅客鐵道
■東北本線
□快速「仙台城市快速」
通過
■普通
貝田－越河－白石

## 外部連結
- （日語）越河車站（JR東日本） （页面存档备份，存于）